# 12-Stunden-Rennen von Sebring 2018

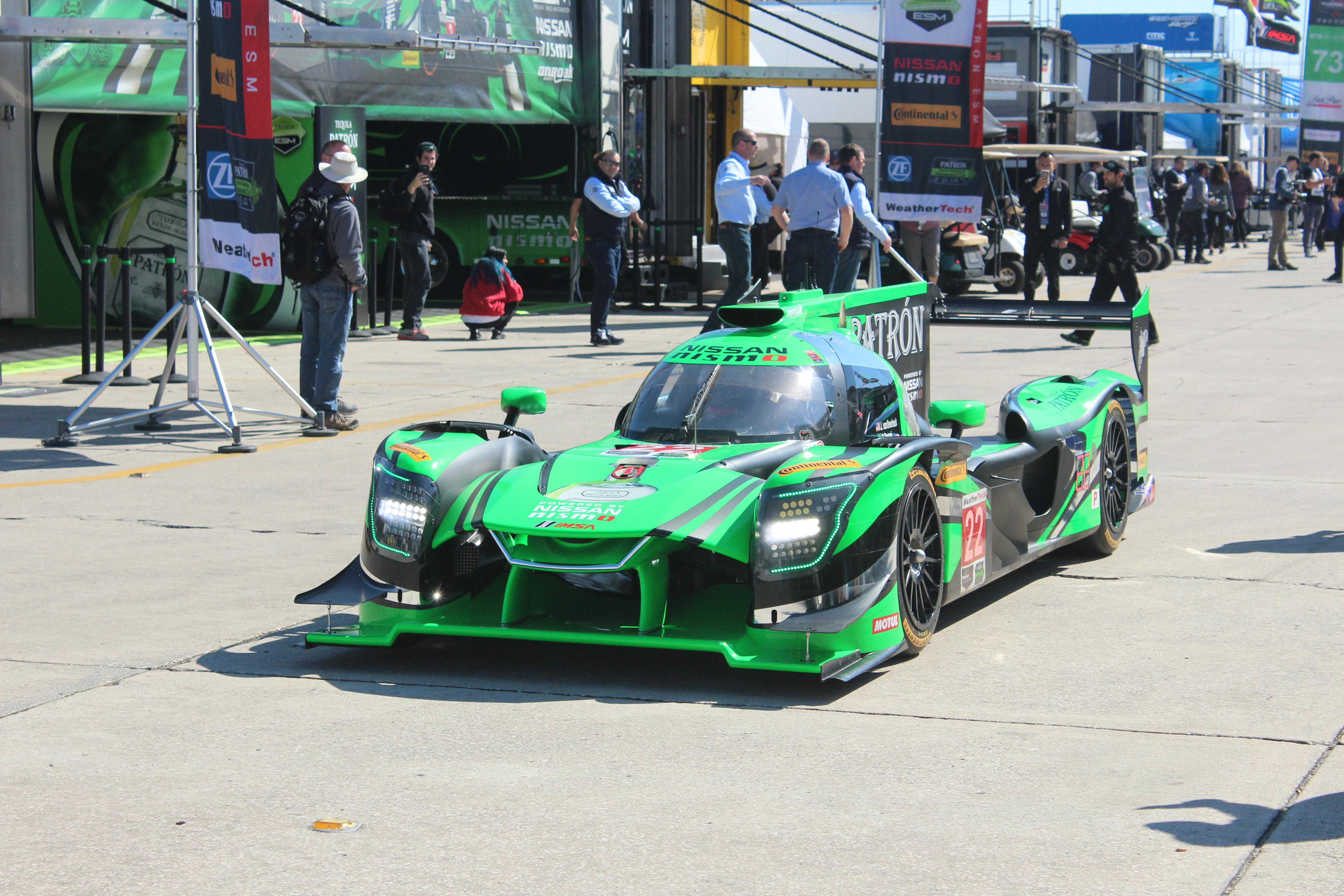
Der siegreiche OnRoak Nissan DPi

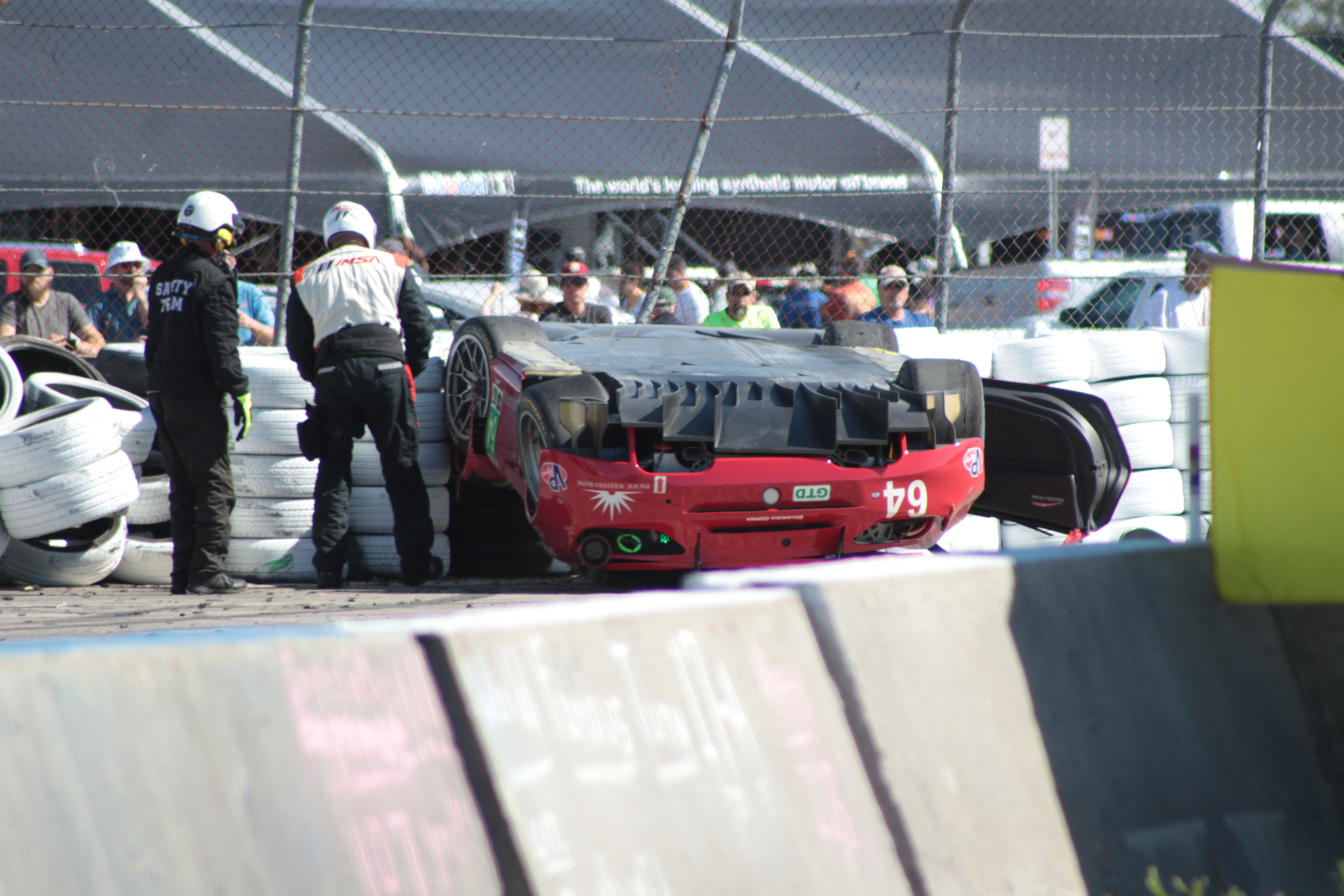
Ferrari 488 GT3 nach dem Unfall in der neunten Runde auf dem Dach

Das 66. 12-Stunden-Rennen von Sebring, auch The 66th Annual Mobil 1 Twelve Hours of Sebring presented by Advance Auto Parts, fand am 17. und 18. März 2018 auf dem Sebring International Raceway statt und war der zweite Wertungslauf der IMSA WeatherTech SportsCar Championship dieses Jahres.

## Das Rennen
Die 2018er-Auflage des 12-Stunden-Rennens begann mit einer hektischen Anfangsphase. Schon wenige Meter nach dem Start kollidierte der Trainingsschnellste Tristan Vautier im Cadillac DPi-V.R mit dem OnRoak Nissan DPi von Olivier Pla. Während Vautier weiterfahren konnte, war das Rennen für Pla schon nach wenigen Rennsekunden zu Ende. Im Laufe des Rennens hatte Vautier eine weitere Kollision. Diesmal betraf es den Acura ARX-05 von Juan Pablo Montoya, der ebenfalls ausschied. Das Rennen von Vautier endete in der letzten Rennstunde an einem Reifenstapel. Die Entscheidung über den Gesamtsieg wurde auch durch die Gelbphasen beeinflusst. Während das siegreiche Tequila Patron ESM ohne Zwischenfälle und ungeplante Boxenstopps durchs Rennen kam, hatten die Cadillac-Mannschaften mit verschiedenen Problemen zu kämpfen. Der von Joest Racing eingesetzte Mazda RT24-P mit der Startnummer 55 hatte die längste Reichweite und fuhr lange im Spitzenfeld, durch das einmalige Tauschen der Batterie und den Wechsel der Bremsscheiben fiel er auf den sechsten Endrang zurück.
Den spektakulärsten Unfall hatte Frank Montecalvo, dessen Ferrari 488 GT3 nach einem Unfall auf dem Dach zum Liegen kam. Die GTLM-Klasse gewannen Nick Tandy, Patrick Pilet und Frédéric Makowiecki im Porsche 911 RSR. In der GTD-Klasse siegte der Lamborghini Huracán GT3 von Madison Snow, Bryan Sellers und Corey Lewis.

## Ergebnisse

### Schlussklassement
| 1           | P    | 22  | Tequila Patron ESM                       | Luís Felipe Derani Johannes van Overbeek Nicolas Lapierre     | OnRoak Nissan DPi       | 344 |
| 2           | P    | 10  | Wayne Taylor Racing                      | Renger van der Zande Jordan Taylor Ryan Hunter-Reay           | Cadillac DPi-V.R        | 344 |
| 3           | P    | 31  | Whelen Engineering Racing                | Felipe Nasr Eric Curran Mike Conway                           | Cadillac DPi-V.R        | 344 |
| 4           | P    | 54  | Core Autosport                           | Romain Dumas Colin Braun Jon Bennett                          | Oreca 07                | 344 |
| 5           | P    | 32  | United Autosports                        | Alex Brundle Paul di Resta Philip Hanson                      | Ligier JS P217          | 344 |
| 6           | P    | 55  | Mazda Team Joest                         | Jonathan Bomarito Harry Tincknell Spencer Pigot               | Mazda RT24-P            | 344 |
| 7           | P    | 99  | JDC-Miller Motorsports                   | Chris Miller Stephen Simpson Misha Goikhberg                  | Oreca 07                | 338 |
| 8           | P    | 77  | Mazda Team Joest                         | Oliver Jarvis Tristan Nunez René Rast                         | Mazda RT24-P            | 334 |
| 9           | P    | 85  | JDC-Miller Motorsports                   | Nelson Panciatici Robert Alon Simon Trummer                   | Oreca 07                | 331 |
| 10          | GTLM | 911 | Porsche GT Team                          | Nick Tandy Frédéric Makowiecki Patrick Pilet                  | Porsche 911 RSR         | 328 |
| 11          | GTLM | 25  | BMW Team RLL                             | Connor De Phillippi Bill Auberlen Alexander Sims              | BMW M8 GTLM             | 328 |
| 12          | GTLM | 912 | Porsche GT Team                          | Laurens Vanthoor Gianmaria Bruni Earl Bamber                  | Porsche 911 RSR         | 328 |
| 13          | GTLM | 67  | Ford Chip Ganassi Racing                 | Richard Westbrook Scott Dixon Ryan Briscoe                    | Ford GT                 | 328 |
| 14          | GTLM | 62  | Risi Competizione                        | James Calado Toni Vilander Alessandro Pier Guidi              | Ferrari 488 GTE         | 328 |
| 15          | GTLM | 4   | Corvette Racing                          | Tommy Milner Oliver Gavin Marcel Fässler                      | Chevrolet Corvette C7.R | 327 |
| 16          | P    | 5   | Mustang Sampling Racing                  | João Barbosa Filipe Albuquerque Christian Fittipaldi          | Cadillac DPi-V.R        | 324 |
| 17          | GTD  | 48  | Paul Miller Racing                       | Madison Snow Bryan Sellers Corey Lewis                        | Lamborghini Huracán GT3 | 321 |
| 18          | GTD  | 63  | Scuderia Corsa                           | Alessandro Balzan Cooper MacNeil Gunnar Jeannette             | Ferrari 488 GT3         | 321 |
| 19          | GTD  | 33  | Mercedes-AMG Team Riley Motorsports      | Jeroen Bleekemolen Luca Stolz Ben Keating                     | Mercedes-AMG GT3        | 321 |
| 20          | GTD  | 29  | Montaplast by Land Motorsport            | Christopher Mies Sheldon van der Linde Alessio Picariello     | Audi R8 LMS GT3         | 321 |
| 21          | GTD  | 15  | 3GT Racing                               | Jack Hawksworth Sean Rayhall David Heinemeier Hansson         | Lexus RCF GT3           | 321 |
| 22          | GTD  | 58  | Wright Motorsports                       | Mathieu Jaminet Robert Renauer Patrick Long Christina Nielsen | Porsche 911 GT3 R       | 321 |
| 23          | GTD  | 93  | Michael Shank Racing with Curb-Agajanian | Mario Farnbacher Justin Marks Lawson Aschenbach               | Acura NSX GT3           | 321 |
| 24          | GTD  | 86  | Michael Shank Racing with Curb-Agajanian | Katherine Legge Álvaro Parente Trent Hindman                  | Acura NSX GT3           | 321 |
| 25          | GTD  | 73  | Park Place Motorsports                   | Jörg Bergmeister Patrick Lindsey Tim Pappas                   | Porsche 911 GT3 R       | 321 |
| 26          | GTD  | 75  | SunEnergy1 Racing                        | Thomas Jäger Mikaël Grenier Kenny Habul                       | Mercedes-AMG GT3        | 321 |
| 27          | GTD  | 96  | Turner Motorsport                        | Markus Palttala Don Yount Dillon Machavern                    | BMW M6 GT3              | 320 |
| 28          | GTD  | 51  | Spirit of Race                           | Daniel Serra Pedro Lamy Mathias Lauda Paul Dalla Lana         | Ferrari 488 GT3         | 320 |
| 29          | GTD  | 44  | Magnus Racing                            | Andy Lally John Potter Andrew Davis                           | Audi R8 LMS GT3         | 319 |
| 30          | GTD  | 71  | P1 Motorsports                           | Loris Spinelli Kenton Koch Juan Perez                         | Mercedes-AMG GT3        | 319 |
| 31          | GTD  | 14  | 3GT Racing                               | Dominik Baumann Philipp Frommenwiler Kyle Marcelli            | Lexus RC F GT3          | 316 |
| 32          | P    | 52  | AFS/PR1 Mathiasen Motorsports            | Sebastián Saavedra Gustavo Yacamán Roberto González           | Ligier JS P217          | 315 |
| 33          | GTD  | 69  | HART                                     | Tom Dyer Ryan Eversley Chad Gilsinger                         | Acura NSX GT3           | 312 |
| 34          | GTD  | 36  | CJ Wilson Racing                         | Marc Miller Till Bechtolsheimer Kuno Wittmer                  | Acura NSX GT3           | 309 |
| 35          | GTLM | 3   | Corvette Racing                          | Antonio García Jan Magnussen Mike Rockenfeller                | Chevrolet Corvette C7.R | 283 |
| Ausgefallen |      |     |                                          |                                                               |                         |     |
| 36          | GTLM | 24  | BMW Team RLL                             | Jesse Krohn Nicky Catsburg John Edwards                       | BMW M8 GTLM             | 296 |
| 37          | P    | 90  | Spirit of Daytona Racing                 | Tristan Vautier Matt McMurry Eddie Cheever III                | Cadillac DPi-V.R        | 294 |
| 38          | GTLM | 66  | Ford Chip Ganassi Racing                 | Dirk Müller Joey Hand Sébastien Bourdais                      | Ford GT                 | 277 |
| 39          | GTLM | 38  | Performance Tech Motorsports             | Patricio O’Ward Kyle Masson James French                      | Oreca 07                | 276 |
| 40          | P    | 6   | Acura Team Penske                        | Juan Pablo Montoya Simon Pagenaud Dane Cameron                | Acura ARX-05            | 203 |
| 41          | P    | 7   | Acura Team Penske                        | Ricky Taylor Graham Rahal Hélio Castroneves                   | Acura ARX-05            | 172 |
| 42          | GTD  | 64  | Scuderia Corsa                           | Frank Montecalvo Bill Sweedler Townsend Bell                  | Ferrari 488 GT3         | 9   |
| 43          | P    | 2   | Tequila Patron ESM                       | Ryan Dalziel Olivier Pla Scott Sharp                          | OnRoak Nissan DPi       | 1   |

### Nur in der Meldeliste
Zu diesem Rennen sind keine weiteren Meldungen bekannt.

### Klassensieger
| Klasse | Fahrer             | Fahrer                | Fahrer           | Fahrzeug                | Platzierung im Gesamtklassement |
| ------ | ------------------ | --------------------- | ---------------- | ----------------------- | ------------------------------- |
| P      | Luís Felipe Derani | Johannes van Overbeek | Nicolas Lapierre | OnRoak Nissan DPi       | Gesamtsieg                      |
| GTLM   | Nick Tandy         | Frédéric Makowiecki   | Patrick Pilet    | Porsche 911 RSR         | Rang 10                         |
| GTD    | Madison Snow       | Bryan Sellers         | Corey Lewis      | Lamborghini Huracán GT3 | Rang 17                         |

### Renndaten
- Gemeldet: 43
- Gestartet: 43
- Gewertet: 35
- Rennklassen: 3
- Zuschauer: unbekannt
- Wetter am Renntag: warm und trocken
- Streckenlänge: 6,019 km
- Fahrzeit des Siegerteams: 12:00:34,369 Stunden
- Gesamtrunden des Siegerteams: 344
- Gesamtdistanz des Siegerteams: 2053,909 km
- Siegerschnitt: 171,023 km/h
- Pole Position: Tristan Vautier – Cadillac DPi-V.R (#90)
- Schnellste Rennrunde: Olivier Jarvis – Mazda RT24-P (#77) – 1:49,002 = 174,401 km/h
- Rennserie: 2. Lauf zur IMSA WeatherTech SportsCar Championship 2018